# Audiencia Territorial de Granada
La Audiencia Territorial de Granada fue un órgano judicial establecido por la reina María Cristina de Borbón-Dos Sicilias, regente de la reina Isabel II de España, en 1834 con competencias sobre las provincias de Granada, Málaga, Jaén y Almería con sede en la ciudad de Granada, funcionando como el más alto tribunal de justicia de una gran área en el sureste de España. Nació como Real Audiencia y posteriormente cambió su denominación a Audiencia Territorial.

## Historia

Audiencias territoriales de España creadas en 1834.

En 1834 se produjo una transformación radical de la planta judicial española. Mediante un Real Decreto promulgado el 26 de enero, se crearon 15 audiencias territoriales, de igual rango. La Real Chancillería de Granada se transformó en audiencia, y los territorios sobre los que tenía jurisdicción, que desde las reformas promulgadas por las Cortes de Cádiz, eran ya solo los antiguos reinos de Granada, Jaén y Murcia, quedaron reducidos a las provincias de Almería, Granada, Jaén y Málaga. El Real Decreto de esta regionalización indicaba la necesidad de «uniformar la demarcación judicial con la administrativa, y hacer una distribución proporcionada de territorios en las audiencias y chancillerías». La uniformización tuvo como base únicamente las provincias creadas dos meses antes en el Decreto de Javier de Burgos de 1833, sin considerar las regiones meramente clasificatorias recogidas en el mismo decreto. 
La Real Audiencia de Granada fue creada por la reina gobernadora María Cristina de Borbón-Dos Sicilias mediante Real Decreto de 26 de enero de 1834, dado en el Palacio Real de Madrid, con jurisdicción sobre las provincias de Granada, Málaga, Jaén y Almería. En un principio su nombre oficial fue el de Real Audiencia de Granada, denominación que quedó definitivamente modificada en 1870 con la entrada en vigor de la Ley Provisional de Organización del Poder Judicial, adoptando desde entonces el nombre de Audiencia Territorial de Granada. El Palacio de la Chancillería se convirtió en la sede de la Real Audiencia, que vio reducidas sus competencias y jurisdicción, respecto a la anterior, aunque se mantuvo como cabecera de la administración de justicia de Andalucía Oriental.
Durante su existencia, la Audiencia Territorial de Granada respondió, en términos generales, a esta organización:
- Gobierno:
  - Audiencia Plena (1835-1989).
  - Regencia / Presidencia (1835-1989).
  - Sala de Gobierno (1835-1989).
  - Secretaría de Gobierno (1835-1989).
- Administración de Justicia:
  - Sala de lo Civil (1835-1989).
Jurisdicción Civil (1835-1989).
Jurisdicción Contencioso-Administrativa (1868-1888).
  - Sala de lo Criminal (1835-1893) / Audiencia Provincial (1893-1989).
Gobierno.Secretaría.
Jurisdicción Civil (1968-1989).
Jurisdicción Penal (1893-1989).
  - Sala de lo Contencioso-Administrativo.
- Fe Pública Judicial - Secretaría de Sala (1835-1989):
  - Jurisdicción Civil.
  - Jurisdicción Penal.
  - Jurisdicción Contencioso - Administrativa.
  - Jurisdicción Especial de Responsabilidades Políticas (1939-1945/1966).
- Registro.

El órgano desapareció en 1989, fruto del reciente proceso autonómico que dio lugar a una comunidad autónoma, cuyo territorio se circunscribía al de las Audiencias Territoriales de Sevilla y Granada, vigentes en aquel momento y con jurisdicción en Andalucía Occidental y Oriental, respectivamente. Pese a que las Audiencias Territoriales podían mantenerse en el nuevo mapa autonómico, lo cierto es que el Estado de las Autonomías supuso la disolución de la práctica totalidad de todas las Audiencias Territoriales existentes en aquel momento, y su sustitución por Tribunales Superiores de Justicia con jurisdicción territorial circunscrita al nuevo mapa regional recién gestado, de acuerdo a la Ley de Planta Judicial de 1988. Ello supuso la disolución de las Audiencias Territoriales de Sevilla y Granada. En su lugar se constituyó el Tribunal Superior de Justicia de Andalucía en 1989, estableciéndose como máximo órgano del poder judicial con jurisdicción sobre todo el territorio de la comunidad autónoma de Andalucía. La sede del mismo está en Granada, en el mismo Palacio de la Chancillería, y cuenta con salas de lo Contencioso-Administrativo y de lo Social en Sevilla (para Andalucía Occidental) y Málaga (para su provincia).

## Presidentes
Desde 1940 hasta la disolución de la Audiencia Territorial de Granada, este órgano judicial ha tenido los siguientes presidentes:
- Fernando Badía Gandarias (5 de septiembre de 1940-14 de octubre de 1945)
- Alfonso Pérez Martínez (17 de noviembre de 1945-8 de septiembre de 1948)
- José Gómez Morales (8 de septiembre de 1948-21 de octubre de 1955)
- Fernando Serrano Salvador (21 de octubre de 1955-7 de julio de 1960)
- Ángel Gallego Martínez (7 de julio de 1960-21 de febrero de 1974)
- Joaquín Salvador Ruiz Pérez (21 de febrero de 1974-23 de junio de 1981)
- Francisco de Paula Piñero Carrión (23 de junio de 1981-9 de enero de 1986)
- Rafael Caballero Bonald (9 de enero de 1986-23 de mayo de 1989)